# Фаворита (Виченца)
Фаворита је насеље у Италији у округу Виченца, региону Венето.
Према процени из 2011. у насељу је живело 13 становника. Насеље се налази на надморској висини од 71 м.